# Rivière Bouyaha
 (juillet 2014).
La rivière Bouyaha ou Bouyara est un cours d'eau qui coule dans les départements du Nord et d'Artibonite à Haïti, et un affluent du fleuve Artibonite.

## Géographie
Cette rivière prend sa source dans le massif du Nord près de la ville de Marmelade. Elle reçoit les eaux de la rivière Vaseuse dans les parages de la commune de Dondon.
Après un parcours sinueux à travers le massif montagneux, la rivière Bouyaha rejoint la rivière Canot et forment la rivière Guayamouc en amont de la ville de Hinche. Le cours d'eau va poursuivre son cours jusqu'à sa confluence avec le fleuve Artibonite.